# Light of Day, Day of Darkness
Light of Day, Day of Darkness – drugi pełny album norweskiej grupy metalowej Green Carnation, wydany w 2001 roku. Został wyróżniony "Albumem miesiąca" przez magazyn Metal Hammer.
Jest to nietypowy album z tego względu, że nie został podzielny na poszczególne utwory. Całą płytę stanowi jeden, godzinny utwór "Light of Day, Day of Darkness", który rozwija się aż do punktu kulminacyjnego. Z tego względu jest ona zaliczana do nurtu metalu progresywnego.
Lirycznie i muzycznie album został skomponowany przez Tchorta. W jednym z wywiadów powiedział, że stworzenie tak długiego utworu było jego zamierzeniem a nie wynikiem zdarzeń. Został zadedykowany nowonarodzonemu synowi artysty, Damienowi Aleksandrowi (którego niemowlęcy głos pojawia się w kilku momentach płyty) oraz Christianowi i Christopherowi Botteri (z byłego In the Woods...), z którymi nagrał poprzednią płytę Journey To The End of The Night.
W nagraniu brał też udział chór chłopięcy pod batutą Elina Wikstøla oraz chór operowy, w którym udzielał się członek zespołu - Nordhus i producent - Kirkesola.

## Lista utworów
| Nr | Tytuł utworu                    | Autorzy | Długość |
| -- | ------------------------------- | ------- | ------- |
| 1. | „Light of Day, Day of Darkness” | Tchort  | 60:06   |

## Twórcy
- Terje Vik "Tchort" Shei - gitara akustyczna i elektryczna
- Bjørn Harstad - gitara prowadząca
- Stein Roger Sordal - gitara basowa
- Anders Kobro - perkusja
- Kjetil Nordhus - śpiew

### Gościnnie
- Endre Kirkesola - śpiew, syntezator, aranżacja
- Bernt A. Moen - aranżacja
- Arvid Thorsen - saksofon
- Synne Soprana - śpiew
- Roger Rasmussen - śpiew (krzyk)
- Jan Kenneth T. - śpiew